# Chromosom-7q-Syndrom
Das Chromosom-7q-Syndrom ist eine Gruppe seltener angeborener Erkrankungen mit einer Deletion auf dem Chromosom 7 und zählt damit zu den Mikrodeletionssyndromen. Gemeinsam ist der Verlust von genetischem Material im langen Arm des Chromosoms 7. Klinisch findet sich eine Intrauterine Wachstumsverzögerung, Gaumenspalte und häufig eine Holoprosenzephalie.
Synonyme sind: Deletion 7q; Monosomy 7q; 7q deletion; 7q monosomy; Partial monosomy 7q
Die Erstbeschreibung stammt aus dem Jahre 1973 durch den kanadischen Humangenetiker Mohamed H. K. Shokeir.

## Einteilung
Zu dieser Gruppe gehören:
- Mikrodeletionssyndrom 7q11.23, distal, Synonyme: Del(7)(q11.23); Monosomie 7q11.23, distal
- Mikrodeletionssyndrom 7q31, Synonyme: Del(7)(q31); Monosomie 7q31
- Deletion 7q36[4]
- Williams-Beuren-Syndrom

## Verbreitung
Die Häufigkeit ist nicht bekannt, in 90 % handelt es sich um neu entstandene Deletionen.

## Klinische Erscheinungen
Ausmaß und Schwere der Erkrankung hängen von der genauen Lokalisation der Deletion ab und davon, welche Gene betroffen sind.
Allgemeine klinische Kriterien sind:
- intrauterine Wachstumsretardierung
- Mikrozephalie, Brachyzephalie
- Gesichtsdysmorphie mit schmaler prominenter Stirn, mongoloider Lidachse, Strabismus, tiefliegenden Augen, kurzer knollenförmiger Nase, nach vorne gerichtete Nasenlöcher, prominentes Philtrum, kleines Kinn und dysplastische Ohren
- Gaumenspalte, selten Lippen-Kiefer-Gaumenspalte
- Herzfehler wie Ventrikelseptumdefekt und Persistierender Ductus arteriosus
- Sakralgrübchen
- Entwicklungsretardierung
- Hydrozephalus, oft auch Holoprosenzephalie

beim männlichen Geschlecht können Kryptorchismus, Mikropenis oder Hypospadie hinzu kommen.